# Hadley Husisian
Hadley Husisian, född 26 juli 2003, är en amerikansk fäktare som tävlar i värja.

## Karriär
Vid panamerikanska mästerskapen 2022 i Asunción tog Husisian guld i lagtävlingen i värja tillsammans med Margherita Guzzi Vincenti, Katharine Holmes och Anna van Brummen. Vid panamerikanska mästerskapen 2023 i Lima tog hon guld i lagtävlingen i värja tillsammans med Katharine Holmes, Catherine Nixon och Isis Washington.
Vid panamerikanska mästerskapen 2024 i Lima tog Husisian både silver individuellt i värja samt i lagtävlingen tillsammans med Margherita Guzzi Vincenti, Katharine Holmes och Anne Cebula. Vid olympiska sommarspelen 2024 i Paris blev hon utslagen i åttondelsfinalen i värja av hongkongska Vivian Kong. Husisian var även en del av USA:s lag tillsammans med Anne Cebula, Margherita Guzzi Vincenti och Katharine Holmes som slutade på sjunde plats i lagtävlingen i värja.
Vid panamerikanska mästerskapen 2025 i Rio de Janeiro tog Husisian brons individuellt i värja samt guld i lagtävlingen tillsammans med Catherine Nixon, Leehi Machulsky och Tierna Oxenreider.